# Gremutxi (Stàvropol)
|  | Per a altres significats, vegeu «Gremutxi». |

Gremutxi (en rus: Гремучий) és un poble (un khútor) del krai de Stàvropol, a Rússia, que en el cens del 2010 tenia 206 habitants. Pertany al districte rural de Blagodarni.